# Алешков, Владимир Олегович
Владимир Олегович Алешков — российский трубач, солист симфонического оркестра Мариинского театра и ЗКР АСО Ленинградской филармонии, Лауреат Всероссийского, Всесоюзного и Международных конкурсов.

## Биография
Владимир Алешков родился в 1956 году в Ленинграде. В 1974 окончил музыкальную школу-десятилетку при Ленинградской консерватории, в 1979 — Ленинградскую консерваторию по классу трубы у Заслуженного артиста РСФСР профессора Ю. А. Большиянова. Также занимался у Заслуженного артиста РСФСР солиста ЗКР АСО Ленинградской филармонии В. С. Марголина.
В 1980 стал дипломантом Всесоюзного конкурса музыкантов-исполнителей на медных духовых инструментах в Таллинне. В 1983 и 1984 был удостоен звания лауреата первых премий на Всероссийском конкурсе в Ленинграде и Всесоюзном конкурсе в Алма-Ате. В разные годы был солистом Мариинского театра, ЗКР АСО Ленинградской филармонии, Московского академического симфонического оркестра, оркестра Оперной студии Ленинградской консерватории, Санкт-Петербургского симфонического оркестра «Классика» и др.
В 1986 организовал ансамбль Leningrad Brass в составе: В. Алешков (труба), К. Барышев (труба), А. Антонов (валторна), О. Гриценко (тромбон), В. Аввакумов (туба), который стал лауреатом трёх Международных конкурсов — в СССР, Венгрии (две премии) и Франции.
В 1995 принимал участие в гала-концерте Пласидо Доминго в г. Турку (Финляндия).

## Награды и звания
- Дипломант Всесоюзного конкурса исполнителей на медных духовых инструментах (Таллинн, 1980)
- Лауреат I премии Всероссийского конкурса исполнителей на медных духовых инструментах (Ленинград, 1983)
- Лауреат I премии Всесоюзного конкурса исполнителей на медных духовых инструментах (Алма-Ата, 1984)
- Лауреат Гран-при Международного конкурса квинтетов в составе брасс-квинтета Leningrad Brass (Саратов, 1988)
- Лауреат I премии Международного конкурса квинтетов в составе брасс-квинтета Leningrad Brass в Венгрии (Баркс, 1989)
- Лауреат II премии Международного конкурса духовых ансамблей в составе брасс-квинтета Leningrad Brass в Венгрии (Баркс, 1989)
- Лауреат Гран-при Международного конкурса квинтетов в составе брасс-квинтета Leningrad Brass во Франции (Нарбон, 1990)